# 马特·格林
马修·詹姆斯·"马特"·格林（英語：Matthew James "Matt" Green，1987年1月2日—）是一名英格蘭足球運動員，主要司職前鋒，現時效力英乙球會格林斯比镇。

## 球會生涯

### 早期
格林效力纽波特郡期間已有數家球會注意，包括布里斯托尔城、雷丁、斯托克城和斯旺西城，最後格林選擇在2007年1月簽約卡迪夫城，轉會費為10,000鎊，另按上場次數追加費用。格林在纽波特郡期間已與一些前卡迪夫城球員共事。格林首次代表卡迪夫城上場是2月23日以4-1擊敗普雷斯顿，他在完場前數分鐘替補換入。之後他再有5次上場紀錄，均是替補身份。格林在2007/08季前熱身賽有兩次上場並打進一球，之後亦有參加英格蘭聯賽盃第一輪對布莱顿。
2007年10月，他被外借至英乙球會达灵顿一個月，並在10月9日英格蘭聯賽錦標對列斯聯上場，以替補身份換下受傷的隊友；格林在該場比賽的一次射門中柱，最終列斯聯以1-0小勝晉級。他在11月8日回到卡迪夫城，在达灵顿共有5次上場紀錄。
11月22日他被緊急外借到牛津联一個月，首場比賽對京达米士特便取得入球。第一次外借牛津聯期間共有3次上場紀錄，包括後來的足總盃對绍森德和議會聯賽對维克诺域治，之後因傷而回到母會休養。2008年1月25日重新外借到牛津聯至季末。2月9日對希斯顿的賽事中梅開二度。第二次外借期間共上場18次並攻進9球，回到母會後被釋出。
縱使牛津聯有意簽下格林，而教練亦暗示得到球員的口頭同意，格林在2008年5月31日與另一家議會全國聯球會托奎联簽約。格林在托奎联初期只能坐板凳，有穩定的替補上場機會，在9月23日對格林森林流浪賽事打進在球會的首球。2009年1月3日，格林在足總盃的進球使托奎联淘汰了英冠球會黑池。
2009/10球季，格林再被外借回牛津聯。期間他入選英格蘭C隊對波蘭U23，但因踝傷而退出。這次外借期間共在聯賽打進10球，使球隊以第三名完成聯賽，取得晉級附加賽資格。5月16日在温布利球场舉行的附加賽決賽，格林替球隊先開紀錄並以3-1擊敗約克城，使球隊重回足球联赛。6月2日與牛津聯簽約兩年。2011年1月31，格林被外借到切尔滕汉姆至球季結束。

### 曼斯菲尔德城

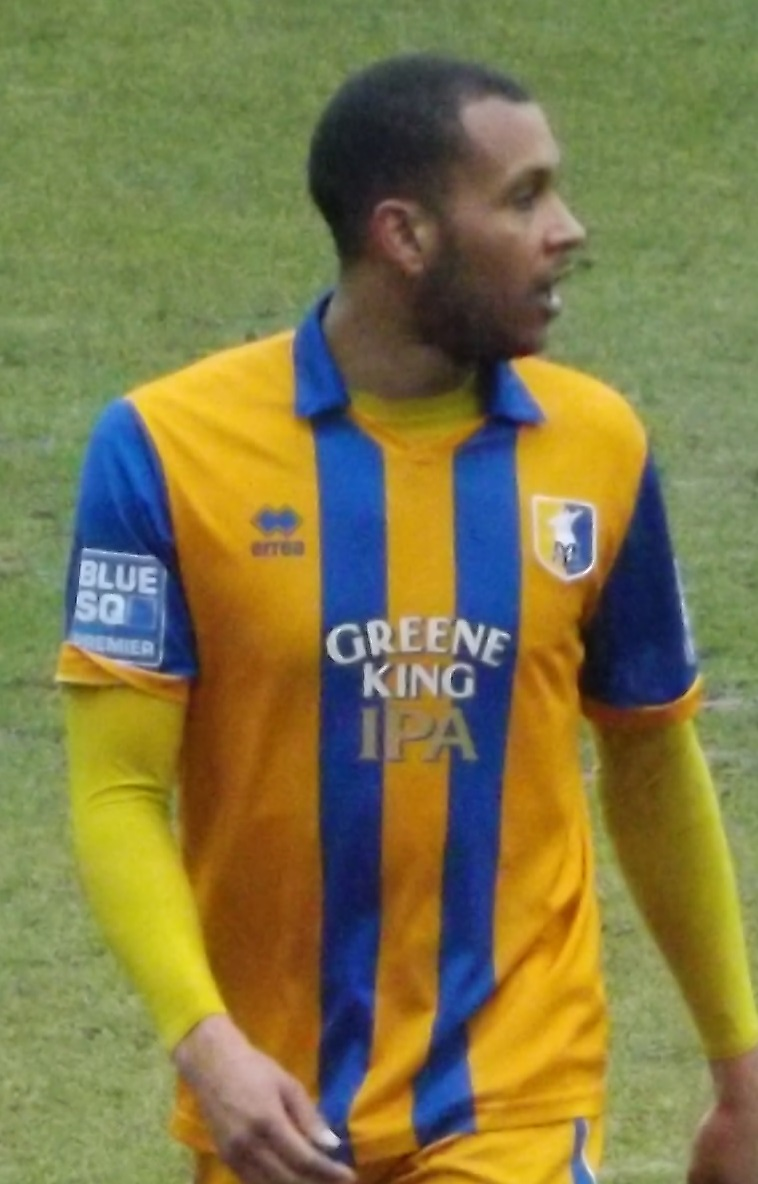
2013年效力曼斯菲尔德城

2011年7月22日，格林被外借到曼斯菲尔德城至同年12月31日，曼斯菲尔德城的球迷會捐出2000英鎊作為是次轉會費用。格林在外借期間上場25次並打進14球，並在2012年1月1日與曼斯菲尔德城簽下18個月合約正式加盟。轉會後首次比賽對約克城便取得入球，以2-2完場。效力曼斯菲尔德城期間他共上場92次打進56球。

### 伯明翰城
在2013年5月與英冠球會伯明翰試訓後，在7月3日與球會簽下兩年合約。首次上場是8月3日對沃特福德，8月24日對莱斯特城的比賽中他先開紀錄，但球隊被反超前，以3-2落敗。他在球會第二顆入球是英格蘭聯賽盃對斯旺西城，最終伯明翰以3-1晉級。接下來的三場比賽均先發上場，但沒有入球，之後被剔除出比賽18人名單。格林在11月初的訓練
中受傷並缺席了賽季餘下所有賽事。

## 榮譽
牛津聯
- 議會全國聯晉級附加賽：2009－10

曼斯菲
- 議會全國聯：2012–13
- 議會全國聯金靴獎：2012–13

## 外部連結
- 足球数据库：Matt Green的球员统计数据